# Malaxis yanganensis
Malaxis yanganensis är en orkidéart som beskrevs av Dodson. Malaxis yanganensis ingår i släktet knottblomstersläktet, och familjen orkidéer. Inga underarter finns listade i Catalogue of Life.